# 非常ブレーキ
非常ブレーキ（ひじょうブレーキ、Emergency Brake）は、航空機や鉄道車両、自動車において、事故回避など、緊急を要するときに使用するブレーキのことである。通常運転での減速や停車に用いる常用ブレーキとは扱いが区別されている。

## 鉄道
運転士だけでなく車掌からも作動させることができる。走行中の列車を停止させることに最重点を置いているため、多くの場合常用ブレーキ以上のブレーキ力が設定されており、滑走時の再粘着制御を除き停止するまで緩めないため、常用ブレーキの時と比べ乗り心地が悪くなる。また作動状況によってはブレーキの解除方法が常用ブレーキと異なる場合がある。日本の在来線では、非常ブレーキをかけてから600 m以内で停車できるように法令で定められていた。
なお、日本においては、鉄道車両の非常ブレーキを作動させることを慣用的に「非常ブレーキを扱う」と表現する。
また、乗務員のヒューマンエラーや、乗務員自身に異常が発生した際のフェイルセーフとして、自動的に非常ブレーキを作動させる、自動列車保安装置、デッドマン装置、緊急列車停止装置などの保安装置がある。
人間が操作するほか、信号を冒進した場合と、列車分離でブレーキ管やジャンパ連結器（電気の引き通し線）が外れたり損傷を受けた際にも、非常ブレーキが自動的に作動する。

### 使用する事例
- 鉄道人身障害事故などによって緊急に停車しなければならない場合
  - この他、走行中に事故で車両が分離した時にも、ブレーキ管の圧力が0になる、ないしは非常ブレーキ指令用の信号線が切断する事によって、非常ブレーキが自動的に作動する。
- ATS・ATC等の保安装置で非常ブレーキの動作条件を満たした場合（速度超過・絶対停止信号など）
- 折り返し駅や増解結などで、使用する運転台を変える場合[1]
- ATS・ATC等の保安装置の切換[1]
- 時速5 km以上で戸締め知らせ灯が消灯した場合（誤検知を含む）。車掌スイッチ、車側灯も参照。

### 非常ブレーキによる動作
- ブレーキに電気と空気を併用している車両では、電気ブレーキを停止し、空気ブレーキのみを使用して停車させることが多い。これは電気ブレーキの効きはじめの一瞬に強い制動力がかかることで一時的に車輪がロックされる可能性があるためである。ただし技術の進歩により緊急時に強力なブレーキ力が要求される路線を走行する車両の場合などに、非常ブレーキ時に電気ブレーキを作動させる車両もある。
- 自動空気ブレーキ（電磁直通ブレーキで、非常ブレーキのみ自動空気ブレーキとしている車両も含む）の車両では、ブレーキ管の圧力を0にすることで作動する。このとき、再びブレーキを緩めるには空気圧0のブレーキ管とブレーキ動作によって減圧した補助空気だめ（供給空気だめ）を加圧しなければならないため、緩解までに時間を要する。
- 電気指令式ブレーキの車両[2]では、編成内に引き通してある非常ブレーキ指令用の信号線を切断 (OFF) させることで各車両のブレーキ制御装置の非常電磁弁が作動し応荷重弁で機械的に調整された圧力空気が中継弁の膜版室に入って中継弁を作動させ非常ブレーキを掛ける。

### 非常ブレーキの手動による操作について
- 一般的に運転士側から非常ブレーキを作動させる場合は、ブレーキハンドルを常用ブレーキ用のノッチから更に奥に押し込む事により、非常ブレーキが作動する。ブレーキハンドルをブレーキ解放位置から、上方に引き抜きつつ非常ブレーキ位置まで押し込むことでブレーキハンドルが抜き取れる（駐車）。
  - ATOなどで運転されている車両の場合、自動運転中は元々ブレーキハンドルやマスター・コントローラーハンドル自体が固定されたままの車種もあり、この場合は運転台に別にある「非常停止ボタン」一つ押すだけで作動させられる車両が多い。
- 車掌側から作動させる時には、車掌室側の非常ブレーキスイッチを引く事によって、非常ブレーキが作動する。

東京メトロ10000系電車の例

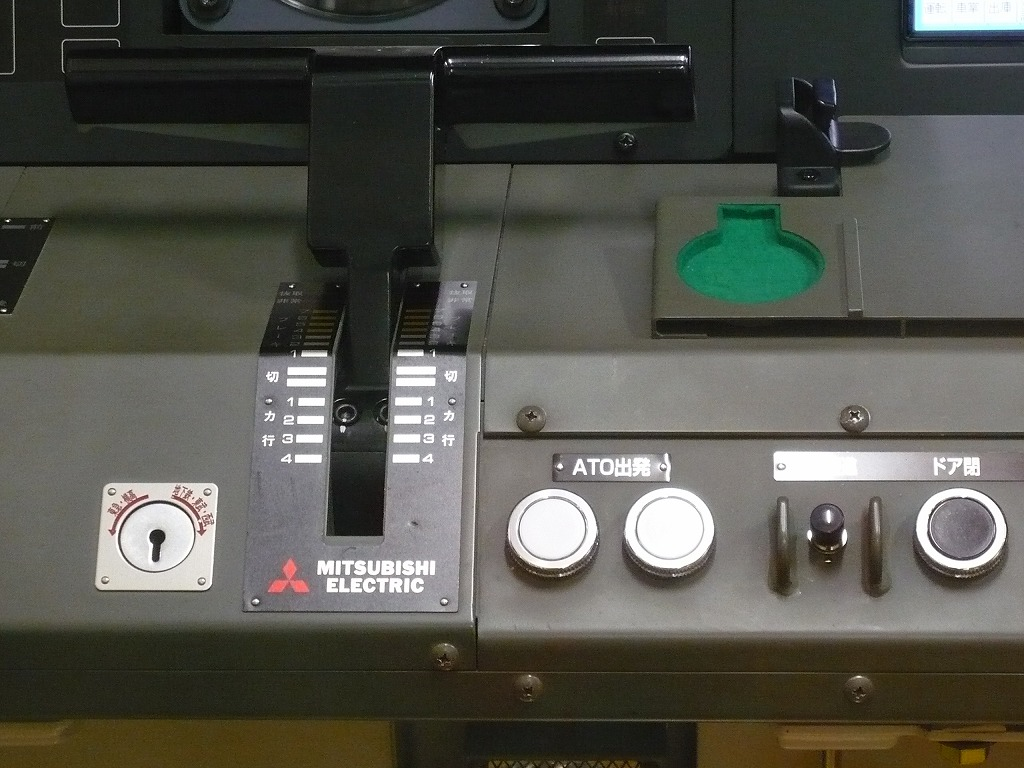
ワンハンドルマスコン。ハンドルを一番奥に倒すと非常ブレーキ
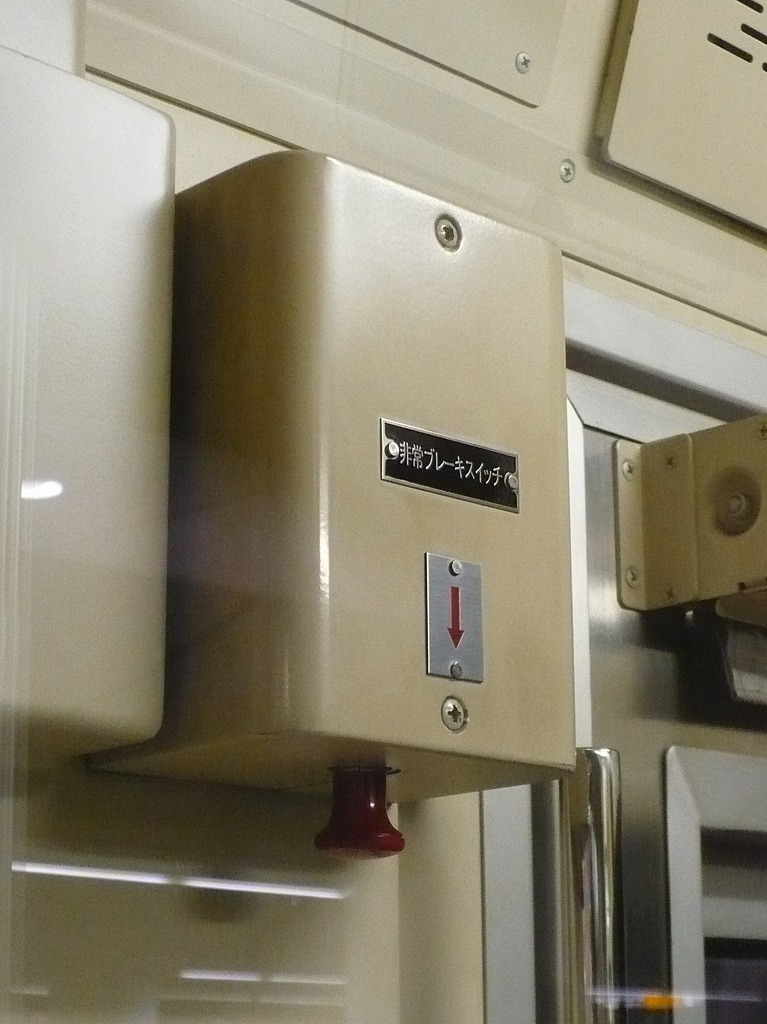
車掌用の非常ブレーキスイッチ
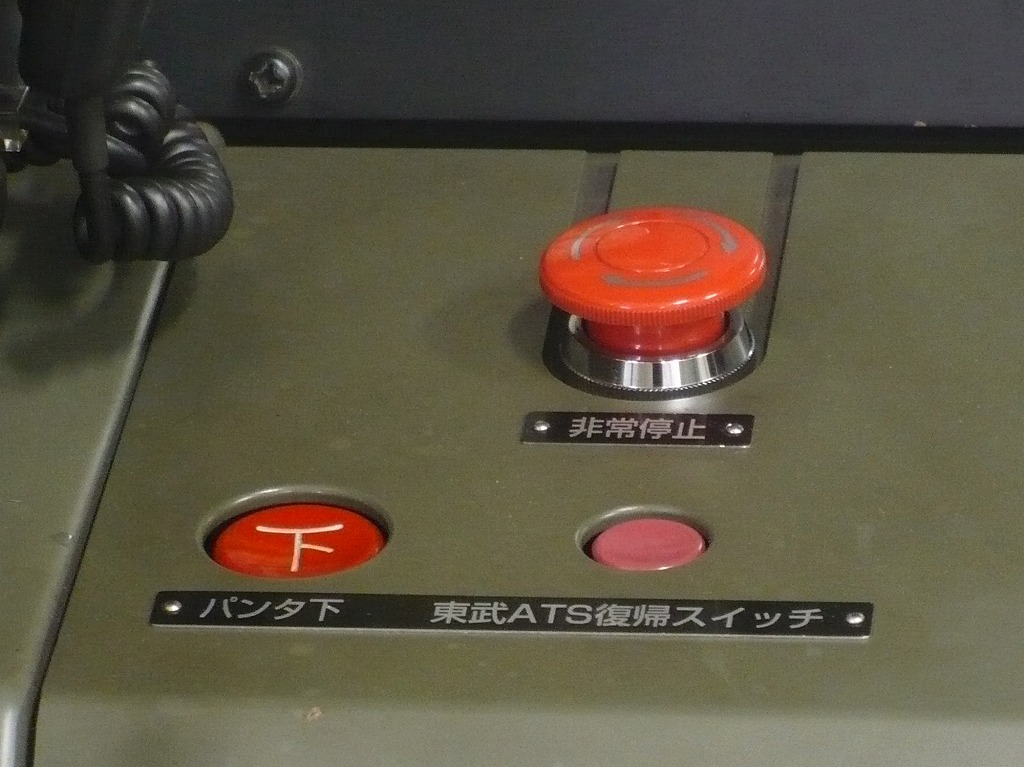
運転台コンソールの非常停止ボタン（奥）

- この他一部の車種では、客室にも非常ブレーキスイッチが搭載されており、非常事態に限っては乗客からも非常ブレーキを作動させる事ができる物もある。それらの多くの車種では客室の隅に下がっている、赤く塗られたノブを引く（または赤ボタンを押す）事によって、非常ブレーキが作動する。但し非常事態であっても、急病人など列車の運行その物には無関係な非常事態や、車両火災など逆に緊急停車すると危険になる可能性があるもの（特にトンネル内や地下鉄線内など）の場合は、絶対に非常ブレーキスイッチを使用せず、直ちにインターホンで乗務員などに知らせる必要がある。

### 新幹線の緊急ブレーキ
新幹線車両では列車分離、停電、ブレーキ圧力不足などの異常が発生した際、常用ブレーキ、非常ブレーキとは関係なく動作するブレーキを緊急ブレーキと呼ぶ。通常、新幹線の非常ブレーキ力は速度域で変化するが、緊急ブレーキは全速度域で一定のブレーキ力で減速する。700系・800系新幹線では180 km/hを境に2段階のブレーキ力を出力する。
ただし、車輪の滑走防止と制輪子の摩耗防止のため、原則として異常が発生した車両だけに作用させ、ほかの車両では非常ブレーキが作用する。緊急ブレーキの具体的な動作条件は、乗務員によるブレーキ操作（ブレーキ設定器を非常位置のさらに奥に押す、または車掌室の緊急ブレーキ引きスイッチ操作）のほか、元空気だめ管（MR）圧力低下（全車）、列車分離（全車）、ブレーキ圧力不足（当該車のみ）、ブレーキ制御装置故障（当該車のみ）などである。

### 特殊な非常ブレーキ

#### レール圧着ブレーキ
小田急箱根鉄道線（箱根登山電車）では、路線の特性上（日本最大の勾配差80 ‰を上り下りする）全車両にレール圧着ブレーキを装備している。これは、鉄より硬い炭化ケイ素（カーボランダム）片を台車に装備し、非常時にはこれを空気圧によってレールに押しつけることで制動力を確保する方式である。これはカーボランダムブレーキとも呼ばれ、かつては信貴山急行電鉄鉄道線でも採用例があった。

#### 非常電気ブレーキ（電機子短絡ブレーキ、非常短絡ブレーキ、非常電制）

##### 神戸電鉄
最大50パーミルの連続急勾配が存在する神戸電鉄では、1960年登場のデ300形以降に導入された営業車に、非常用の電気ブレーキが装備された。
マスコンハンドルの抑速ブレーキ5ノッチの次の段に「非常電制」の位置が設けられており、マスコンを「非常電制」の位置に投入すると、過電圧・過電流保護装置を無視して電制最終段まで進段、主抵抗器の一部が短絡され残った抵抗器も限流継電器の指令で順次短絡され、50パーミルの下り勾配でも停止寸前の2 - 4 km/hまで減速することが可能となっている。即応性があり制動力も大きいため、事故を最小限に抑えるための予備ブレーキとして用いられている。2 - 4 km/hまで減速後は手ブレーキ・直通予備ブレーキにより停車することができる。
3000系・2000系では、ブレーキハンドルを非常空気ブレーキ位置にした場合、事故などで空気ブレーキの掛からない車両を自動で検知して、その車両のみ非常電制が作動するようになっている。また、5000系以降のVVVF車では非常電制は設置されていないが、電制最終段と直通予備ブレーキの使用で停止できるようになっている。

##### 京阪電気鉄道
神戸電鉄と同様に急勾配区間が続く京阪大津線で運用された260型・300型も、保安面から非常用の電気ブレーキが装備された。同線では電気ブレーキや回生ブレーキを装着し常用した電車（例 : 60型・80型）も使用され、地上設備も対応していたが、上記の車両は京阪本線の旧形車両の機器を流用した経緯から、常用の電気ブレーキ・回生ブレーキを装着できなかったからである。

##### 電機子短絡ブレーキ
電機子短絡ブレーキは、主回路ではなくモーターの回路をショートさせるブレーキであり、過電流保護回路等をスキップするため、使用後はモーターが壊れる。電機子短絡スイッチとして、日本国有鉄道（JR）では信越本線横川駅 - 軽井沢駅間の碓氷峠区間を走行していたEF63形や、奥羽本線板谷峠で使用されていたED78形・EF71形、大井川鐵道ではED90形にも装備されており、実際に使われた例も存在する（信越線軽井沢 - 横川間回送機関車脱線転落事故）。

## 航空機
航空機にも異常事態に備えて非常ブレーキを備えている。このブレーキによって大事に至らなかった例として、リーブ・アリューシャン航空8便緊急着陸事故 がある。この事例では、着陸時に全エンジンを緊急停止、航空機の電力系統など動力源だった一番発動機を緊急停止させた所為で非常ブレーキ以外使用不能であったが、このブレーキがうまく動作し大事に至らなかった。
なお、非常ブレーキを作動させたことで大事に至った例として、アトランティック・エアウェイズ670便オーバーラン事故 がある。この事例では、非常ブレーキを作動させたことによってアンチスキッド装置が解除され、タイヤがロックされたことによりハイドロプレーニング現象が発生、止まれずにオーバーランして炎上した。

## 自動車
緊急時に使用するブレーキとして、ボルボ・XC40など一部車種に誰でも操作可能なように緊急ブレーキが備わっているものもある。運転手が意識を失った時など、異常時に助手席や後部座席の者がスイッチを操作し、ブレーキを作動させるようになっている。また、路線バスにも同様の機能のスイッチがある。詳細はドライバー異常時対応システムを参照。
また、必ず止まるわけではないが、オプション等により自動車にもよく似たブレーキが備わっているものもある。内容は、自動車に取り付けられたセンサーが、衝突不可避と判断した際に衝突被害軽減ブレーキが自動発動するようになっているが、あくまで衝突軽減であり、必ず止まるわけではないことに注意。